# Prêmio de Viagem à Europa
Prêmio de Viagem à Europa foi uma premiação artísticas criada e mantido em 1845 pela Academia Imperial de Belas Artes, Rio de Janeiro. O prêmio consistia em uma viagem de estudos ou aperfeiçoamento aos artistas que se destacassem nas "Exposições Gerais de Belas Artes" e era semelhante ao Prix de Rome para os franceses se constituindo em etapa decisiva para a realização profissional.